# Cyrtonyx
Cyrtonyx är ett släkte fåglar i familjen tofsvaktlar inom ordningen hönsfåglar som förekommer från sydvästra USA till Nicaragua. Det omfattar två till tre arter:
- Montezumavaktel (C. montezumae)
  - "Fläckbröstad vaktel" (C. [m.] sallei) – urskiljs som egen art av Birdlife International
- Glasögonvaktel (C. ocellatus)